# 格吕嫩巴赫
格吕嫩巴赫是德国巴伐利亚州的一个市镇。总面积25.13平方公里，总人口1411人，其中男性710人，女性701人（2011年12月31日），人口密度56人/平方公里。